# Harlan (Kentucky)
Harlan és una població dels Estats Units a l'estat de Kentucky. Segons el cens del 2000 tenia 2.081 habitants.

## Demografia
Segons el cens del 2000, Harlan tenia 2.081 habitants, 926 habitatges, i 550 famílies. La densitat de població era de 459,1 habitants/km².
Dels 926 habitatges en un 24% hi vivien nens de menys de 18 anys, en un 41,3% hi vivien parelles casades, en un 14,4% dones solteres, i en un 40,6% no eren unitats familiars. En el 39% dels habitatges hi vivien persones soles el 19,4% de les quals corresponia a persones de 65 anys o més que vivien soles. El nombre mitjà de persones vivint en cada habitatge era de 2,17 i el nombre mitjà de persones que vivien en cada família era de 2,91.
Per edats la població es repartia de la següent manera: un 21,3% tenia menys de 18 anys, un 8,1% entre 18 i 24, un 25,8% entre 25 i 44, un 25,1% de 45 a 60 i un 19,7% 65 anys o més.
L'edat mediana era de 42 anys. Per cada 100 dones de 18 o més anys hi havia 81,8 homes.
La renda mediana per habitatge era de 17.270 $ i la renda mediana per família de 29.135 $. Els homes tenien una renda mediana de 37.500 $ mentre que les dones 20.852 $. La renda per capita de la població era de 15.572 $. Entorn del 23,8% de les famílies i el 32,4% de la població estaven per davall del llindar de pobresa.

## Poblacions més properes
El següent diagrama mostra les poblacions més properes.